# Jean-Baptiste Pigalle

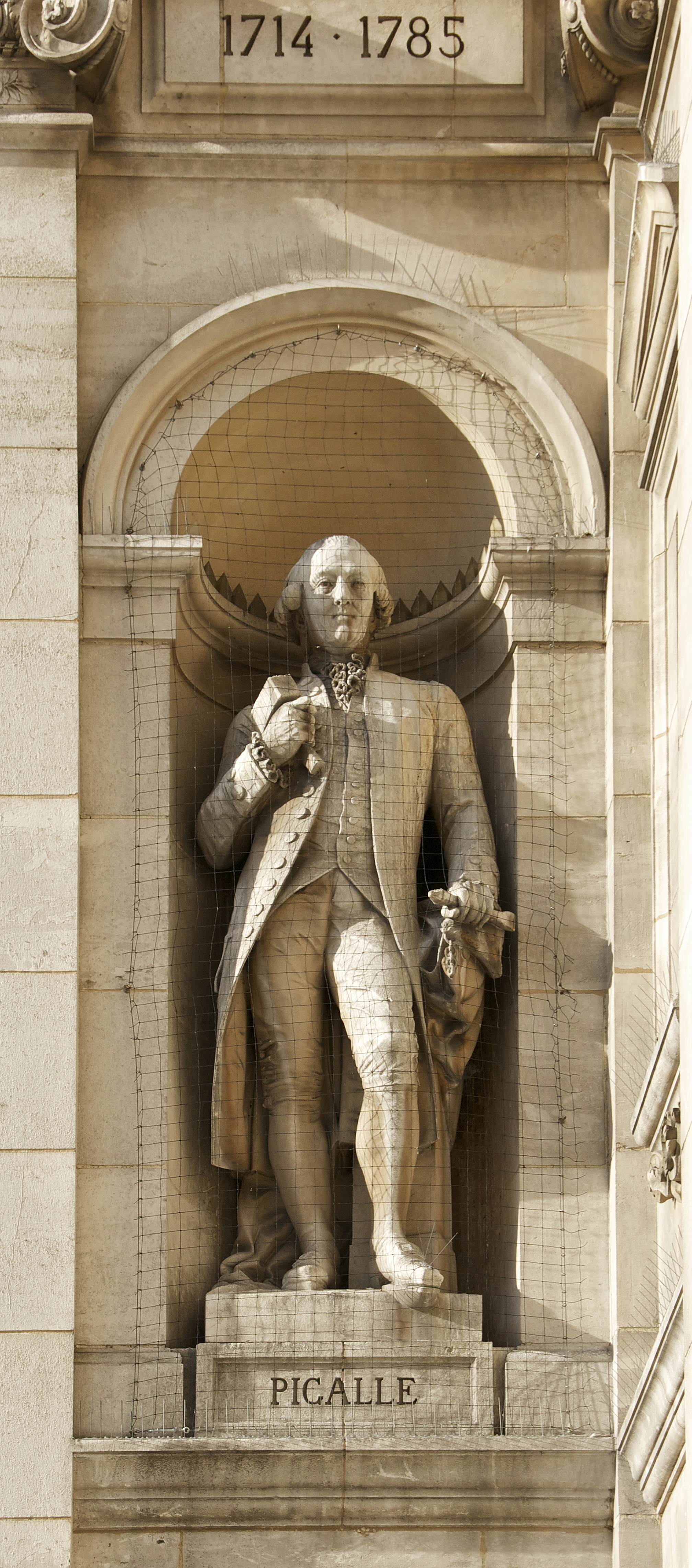
Jean-Baptiste Pigalle szobra, Hôtel de Ville, Párizs

Jean-Baptiste Pigalle, (Párizs, 1714. január 26. – Párizs, 1785. augusztus 28.) francia szobrászművész. „Alkotásain a rokokó könnyedsége a klasszicizmus formavilágával párosul.”

## Életpályája
Egy ács hetedik gyermekeként született. Előbb Robert Le Lorrainnek, majd Jean-Baptiste Le Moyne-nak volt a tanítványa. Ezután Rómában élt, ahol főleg az ókori szobrokat másolta. Az 1744-ben kiállított ’’Saruját kötöző Hermész’’ című szobrával (ma a Louvre-ban) akkora tetszést keltett, hogy a párizsi Képzőművészeti Akadémia tagjává választották. Ettől fogva számos állami megrendelést kapott. 1752-ben beválasztották a Rouen-i Akadémiába. 1745 és 1748 között készítette el Mercuriust és Venust ábrázoló két nagy szobrát, amelyeket XV. Lajos francia király II. Frigyes porosz királynak ajándékozott (Sanssouci). Híres síremlékei közül  Henry D'Harcourt marsall síremléke a párizsi Notre-Dame székesegyházban, Móric szász marsall síremléke (1756) a strasbourgi Szt.Tamás-templomban  található.

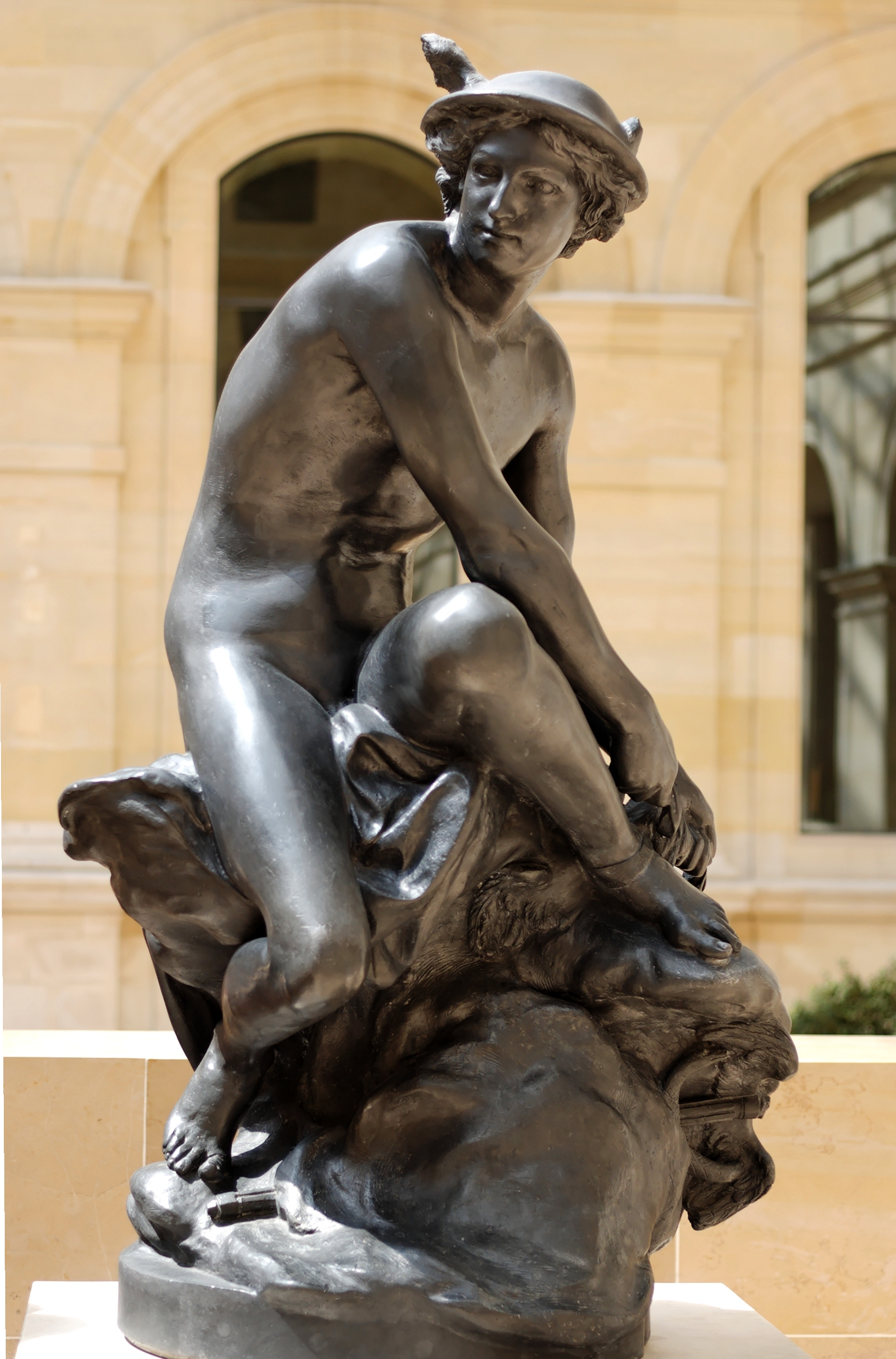
Saruját kötöző Hermész

## Emlékezete
Nevét viseli a vöröslámpás negyedről ismert tér (Place Pigalle) Párizsban, valamint a térbe torkolló utca, ahol a művész lakott.

## Külső hivatkozások
- Virtual Gallery